# عسقودة
عُسْقُودَة (الاسم العلمي: Acronicta)، جنس حشرات عثية من فصيلة ليليات. يحتوي الجنس على حوالي 150 نوعًا موزعة بشكل رئيسي في مواطن القارة الشمالية المعتدلة، وبعضها في المناطق شبه الاستوائية المجاورة. 